# Charlotte Anger

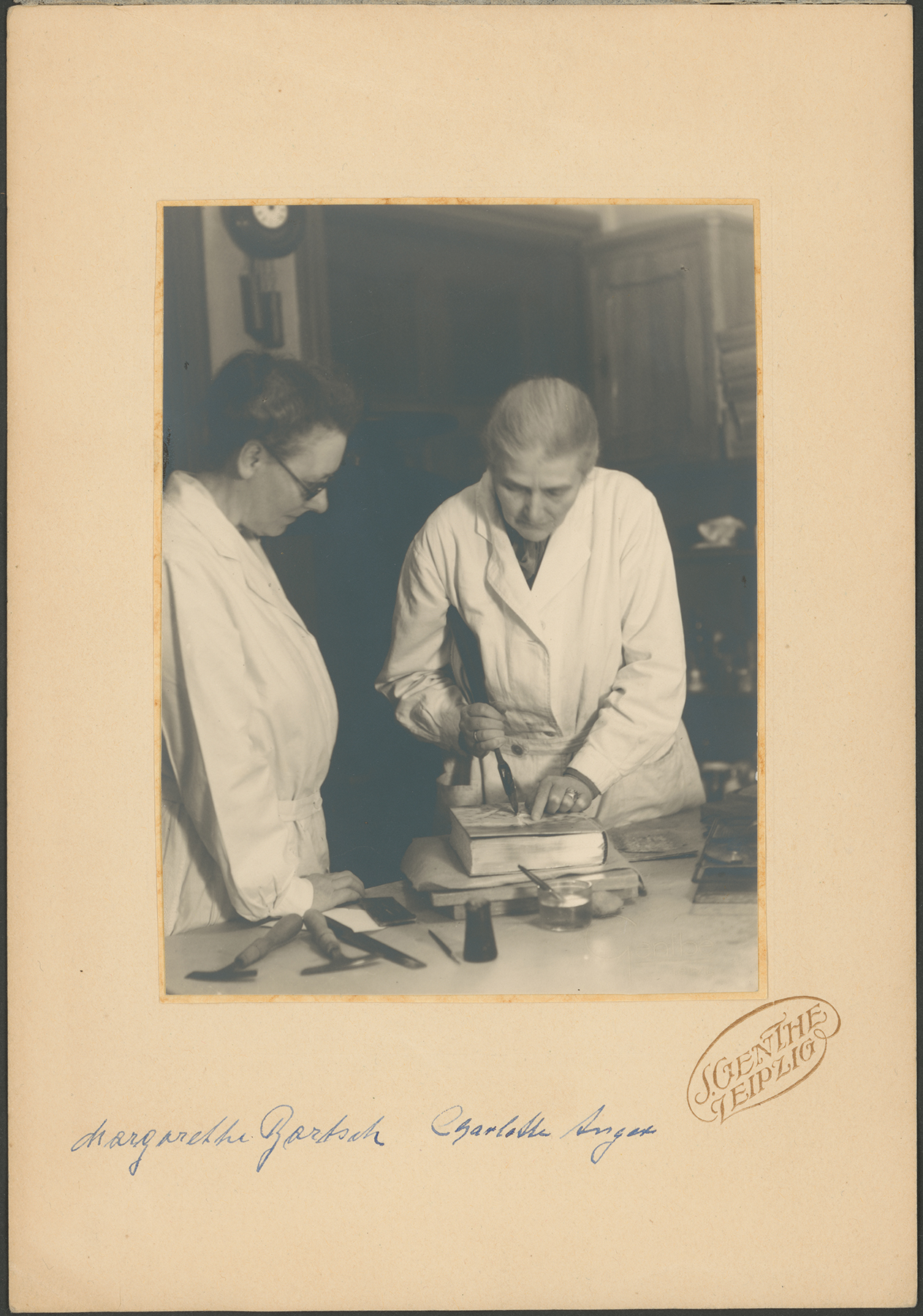
Margarethe Bartsch und Charlotte Anger in ihrer buchgewerblichen Werkstatt in Leipzig – Fotografie von Selma Genthe, ca. 1920–1938

Charlotte Anger (* 21. November 1875 in Eythra; † 10. März 1957 in Leipzig) war eine deutsche Malerin, Grafikerin und Kunstgewerblerin.

## Leben
Charlotte Anger entstammte der Familie des Leipziger Tuch- und Wollhändlers Kammerrat David Anger. Sie wurde auf dem Gut Neuhof in Eythra geboren. Sie erhielt ersten Zeichen- und Malunterricht in Leipzig, 1907 zog sie zu einer Tante nach Berlin und hatte Unterricht bei Lovis Corinth. Sie wechselte in das Kunstgewerbe und studierte von 1909 bis 1914 an der Akademie für Graphische Künste und Buchgewerbe in Leipzig bei Paul Horst-Schulze. Sie wählte als Hauptfach die Buchbinderei und daneben Grafik und Entwurf.

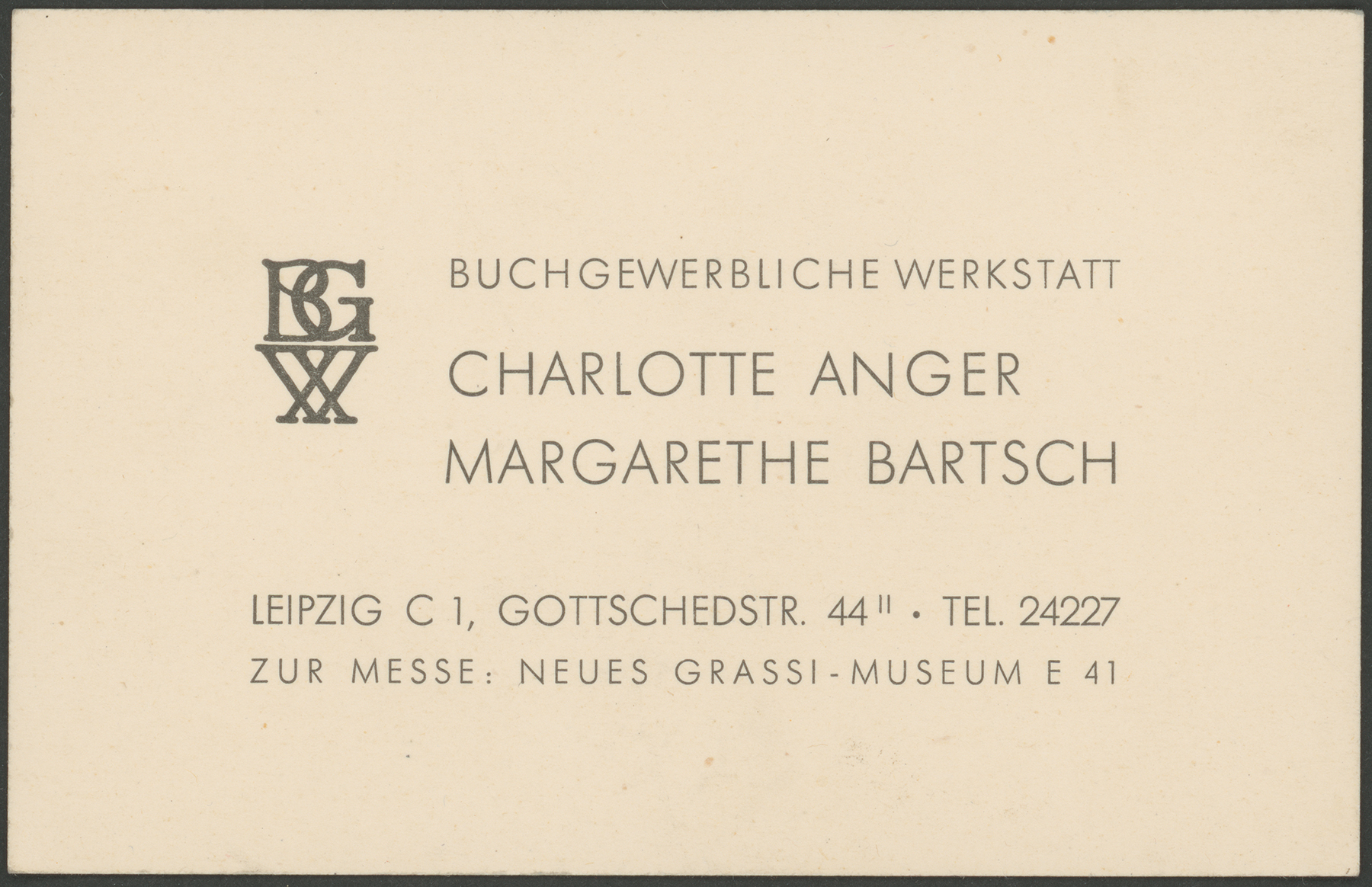
Geschäftskarte, um 1950

Im Oktober 1914 gründete sie mit ihrer Studienfreundin Margarethe Bartsch (1880–1971) in Leipzig die „Buchgewerbliche Werkstatt Anger & Bartsch“, beide legten im selben Monat vor der Leipziger Buchbinder-Innung ihre Gesellenprüfung ab. Sie führten ihre Werkstatt sehr erfolgreich, wobei für ihre künstlerische Anerkennung der Leipziger Messe eine besondere Rolle zukam, auf der sie ab 1917 ausstellten, dem Jahr, in dem das Kunsthandwerk erstmals beteiligt war. Sie nahmen an insgesamt 58 Messen teil. Daneben unternahmen sie gemeinsam zahlreiche Malreisen, etwa an die Ostseeküste um Lübeck und Ahrenshoop, nach Mecklenburg, Thüringen und ins Erzgebirge. Bei ihren Ahrenshoop-Aufenthalten kam es zur Freundschaft von Charlotte Anger mit der Malerin Ottilie Kaysel. Die beiden Kunstgewerblerinnen gehörten als freischaffende Mitglieder dem Verband Bildender Künstler an. Nach dem Ableben von Charlotte Anger 1957 führte Margarethe Bartsch die gemeinsame Werkstatt bis zu ihrem Tod 1971 weiter. Ein Teilnachlass zur Geschichte der „Buchgewerblichen Werkstatt Anger & Bartsch“ befindet sich im Deutschen Buch- und Schriftmuseum der Deutschen Nationalbibliothek in Leipzig.
Als Jugendlicher erhielt der spätere Typograph Jan Tschichold erste Unterweisungen im künstlerischen Buchbinden in der Werkstatt.
Die Bugra in Leipzig 1914
Auf der Bugra, der Internationalen Ausstellung für Buchgewerbe und Graphik 1914 in Leipzig war Charlotte Anger in der Sonderausstellung Die Frau im Buchgewerbe und in der Graphik nach Josephine von Tischendorf (1865–1944) als Zweite Vorsitzende des Arbeitsausschusses „Buchbinderei“ im Haus der Frau tätig. Alle Frauen verrichteten ihre Arbeit ehrenamtlich: „Fräulein Charlotte Anger und Fräulein Margarethe Bartsch haben sich in dankenswerter Weise der Mühe unterzogen, die über den Eingängen aller Abteilungen befindlichen Schilder in künstlerischer Schrift auszuführen.“ Margarethe Bartsch fungierte als Erste Vorsitzende des Arbeitsausschusses für „Künstlerische Schrift“ und als Künstlerischer Beirat bei „Schreibwesen und Papierverarbeitung.“ Beide waren mit mehreren Arbeiten in diesen Kategorien vertreten.

## Werke (Auswahl)
Von Charlotte Anger sind Exlibris sowie Bilder in Aquarell- und Ölmalerei bekannt, auch Kopien nach anderen Meistern, z. B. Eduard Hildebrandt.
- Elsteraue bei Rittergut Imnitz bei Zwenkau, 1899
- Blick von der Fahrstraße in der Aue gegen das Rosental, Aquarell, 1935
- Hessisch-Oldendorf bei Hameln
- Eingang Torhaus Schloß Dölitz, Aquarell, 1896; Stadtgeschichtliches Museum Leipzig
- Schloß Dölitz, Bleistift, 1895
- Blick vom Weg an der Saale nach Vesta, Aquarell, 1900
- Am Frankfurter Torhaus mit Brücke über die alte Elster, Öl, um 1910[3]

Auf der BUGRA gezeigte Werke
Freie Graphik (Privatsammlungen)
- 1. Anger, Charlotte, Leipzig. Alte Weiden. Linoleumschnitt.[5]

Handgebundene Bücher
- Charlotte Anger, Leipzig.-Eutritzsch
- 1647. Gästebuch, echte Bünde, Leder mit Handvergoldung und Lederauflage.
- 1648. Deutsche Chansons, Wildleder mit Intarsia.
- 1649. Hofmannsthal: Der Tor und der Tod. Pergamentband mit Beschriftung.
- 1650. Gedichte, Lederband mit Blinddruck.
- 1651. Häckel: Die Natur als Künstlerin. Halbpergament.
- 1652. Sammelmappe, in Leinen mit Schablone.
- 1653. Karton mit Kleisterpapiermustern.[5]